# Eivind Skabo
Eivind Skabo (ur. 17 sierpnia 1916 w Bærum, zm. 18 kwietnia 2006 w Oslo) – norweski kajakarz. Brązowy medalista olimpijski z Londynu.
Zawody w 1948 były jego jedynymi igrzyskami olimpijskimi. Zajął trzecie miejsce w kajakowej jedynce na dystansie 10 000 metrów. W tym samym roku był wicemistrzem świata w kajakowej sztafecie (K-1 4 × 500 m).